# Mormoiron
Mormoiron är en kommun i departementet Vaucluse i regionen Provence-Alpes-Côte d'Azur i sydöstra Frankrike. Kommunen ligger i kantonen Mormoiron som tillhör arrondissementet Carpentras. År 2022 hade Mormoiron 1 882 invånare.

## Befolkningsutveckling
Antalet invånare i kommunen Mormoiron
| Referens: INSEE |

## Galleri

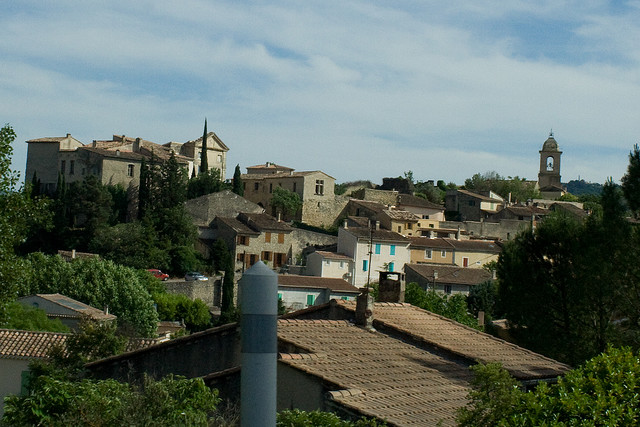
Bilder över byn
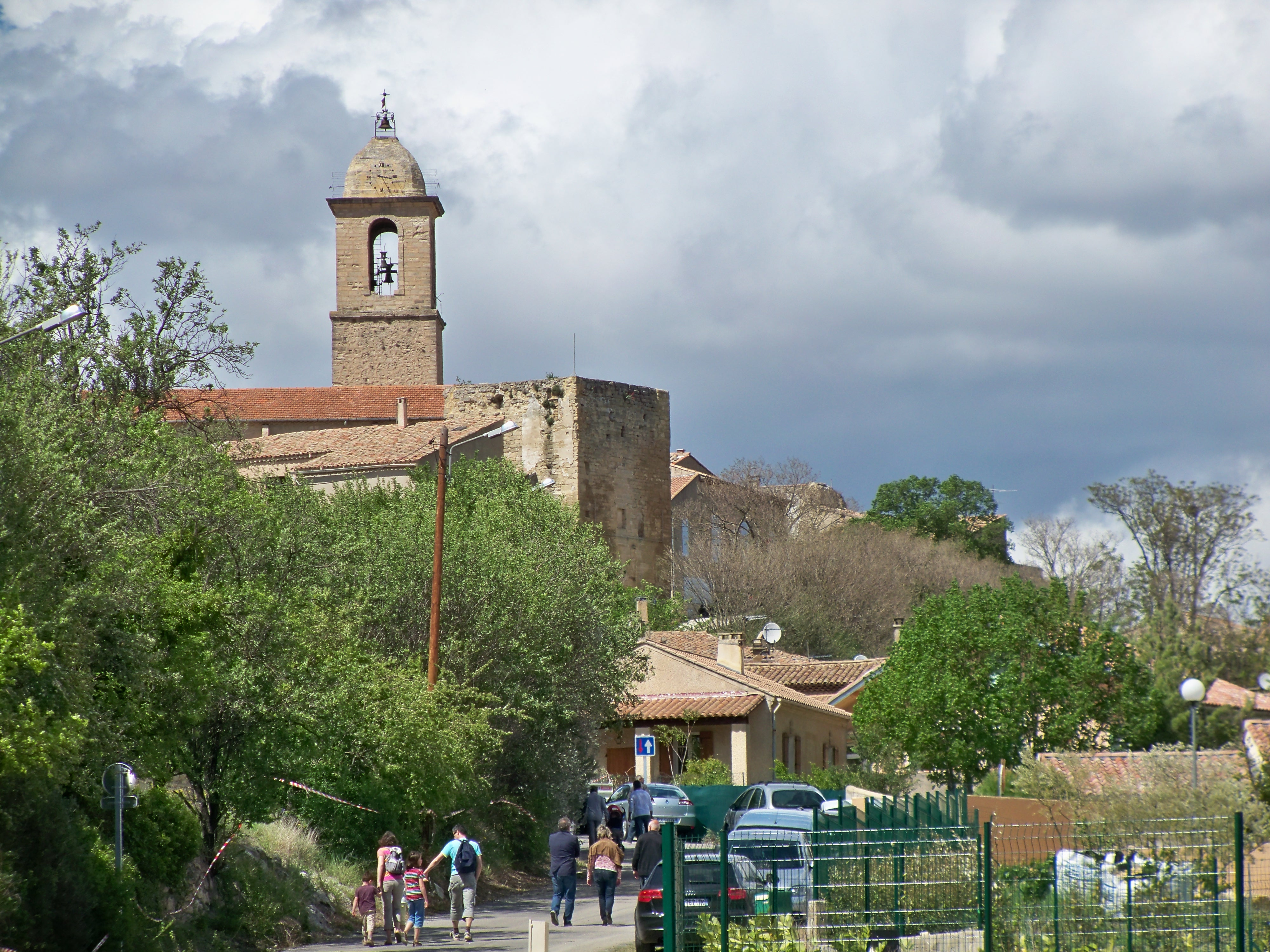
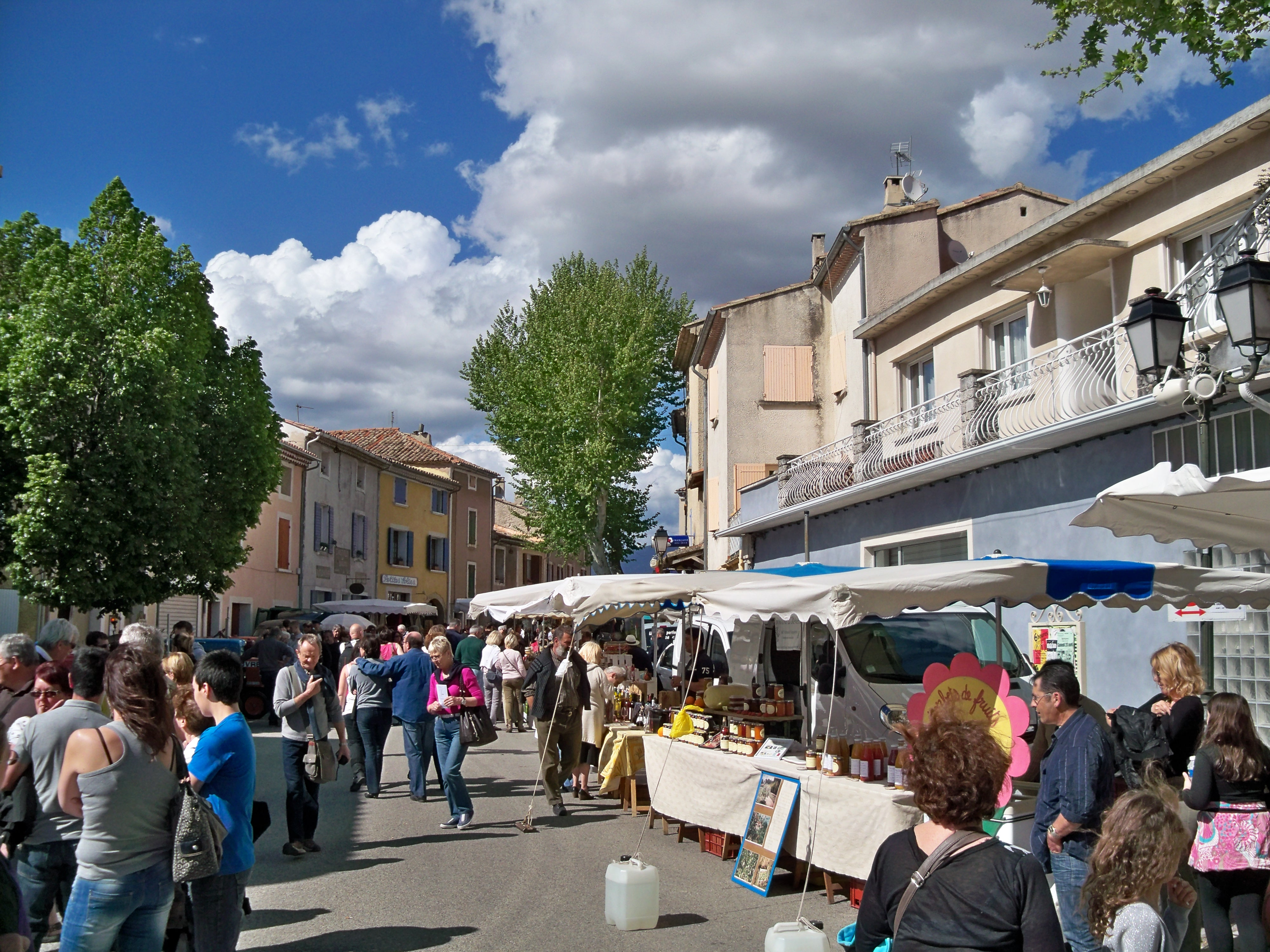